# Romanian Open 1997
Il Romanian Open 1997 è stato un torneo di tennis giocato sulla terra rossa. È stata la 5ª edizione del Romanian Open, che fa parte della categoria World Series nell'ambito dell'ATP Tour 1997. Si è giocato all'Arenele BNR di Bucarest in Romania, dal 22 al 28 settembre 1997.

## Campioni

### Singolare
Richard Fromberg ha battuto in finale  Andrea Gaudenzi con il punteggio di 6–1, 7–6(2)

### Doppio
Luis Lobo /  Javier Sánchez hanno battuto in finale  Hendrik Jan Davids /  Daniel Orsanic con il punteggio di 7–5, 7–5